# Pasalubong
Pasalubong là một truyền thống lâu đời của người Philippines, theo đó những người đi du lịch sẽ mang quà từ nơi họ đến về cho gia đình và bạn bè ở nhà. Pasalubong có thể là bất kỳ món quà gì, từ đồ ăn nhẹ địa phương đến đồ thủ công truyền thống. Pasalubong là một cách để thể hiện tình yêu và sự quan tâm của người đi du lịch dành cho những người ở nhà. Nó cũng là một cách để chia sẻ những trải nghiệm mới mẻ mà người đi du lịch đã có.